# Protonebula altera
Protonebula altera là một loài bướm đêm trong họ Geometridae.